# 重庆市公安局水上分局
重庆市公安局水上分局（加挂重庆市公安局水上警察总队，简称水警总队），是正处级公安机关。驻重庆市渝中区解放西路223号。负责管辖水上范围内的治安、刑侦、户籍、救援、消防等工作。2011年增加了水上生态保护执法职能。

## 历史
1998年重庆市公安局水上分局加挂了重庆市公安局水上警察总队的牌子。 

## 组织架构
- 办公室
- 政工监督室
- 指挥室
- 治安支队
- 刑警支队
- 国保支队
- 基层业务指导支队
- 乘警支队
- 水上巡逻警察支队
- 法制支队
- 警保室
- 朝天门水上派出所
- 南纪门水上派出所
- 北碚水上派出所
- 磁器口水上派出所
- 鱼洞水上派出所
- 牛角沱水上派出所
- 唐家沱水上派出所
- 九渡口水上派出所